# Omizodes rubrifasciata
Omizodes rubrifasciata är en fjärilsart som beskrevs av Butler 1896. Omizodes rubrifasciata ingår i släktet Omizodes och familjen mätare. Inga underarter finns listade i Catalogue of Life.